# 愛沙尼亞使徒正教會
愛沙尼亞使徒正教會是東正教的自治教會之一，在愛沙尼亞法律體制下，該教會是二戰之前愛沙尼亞正教會的繼承者。1940年時，愛沙尼亞正教會有超過21萬人信徒。1922年由於蘇聯採取高壓打壓教會的政策，愛沙尼亞與莫斯科牧首斷絕聯繫，於是改尋求君士坦丁堡普世牧首的牧養。1944年，由於蘇聯佔領愛沙尼亞，普世牧首聖統的愛沙尼亞正教會被宣布暫停活動主教們流亡海外，剩下來的教會團體改隸屬莫斯科牧首，並在1978年取得普世牧首的承認。直到蘇聯解體君士坦丁堡聖統的教會才重新開始活動。愛沙尼亞使徒正教會的正式英文名是愛沙尼亞正教會（Orthodox Church of Estonia）。

## 外部連結
- Orthodox Church of Estonia - Official Site （页面存档备份，存于） （文） （英文）
- Orthodox Estonia （页面存档备份，存于）
- Estonian Orthodox Church of Moscow Patriarchate （页面存档备份，存于）
- The History Files Churches of Estonia （页面存档备份，存于）